# Sang vlog
Sang vlog (sinh ngày 5 tháng 1 năm 1995, tên thật là Trần Văn Sang) là YouTuber người Việt Nam. Nổi tiếng qua chủ đề ẩm thực, sinh tồn, Sang vlog thường được gọi với cái tên YouTuber nghèo nhất Việt Nam.
Theo thống kê của Social Blade, chuyên trang thống kê về các nền tảng mạng xã hội và YouTube, kênh Sang Vlog xếp hạng 80 trong top 100 kênh có nhiều người đăng ký nhất tại Việt Nam, tính đến ngày 28 tháng 9 năm 2021.

## Tiểu sử
Trần Văn Sang sinh ngày 5 tháng 1 năm 1995 tại huyện Định Quán, tỉnh Đồng Nai. Do hoàn cảnh gia đình khó khăn nên anh phải bỏ làm công nhân và trở về quê làm phụ hồ để tiện chăm sóc mẹ bị bệnh.
Ngày 18 tháng 3 năm 2019, anh bắt đầu làm YouTuber với kênh Sang TV về chủ đề săn bắt, hái lượm, ẩm thực.. Kênh đạt hàng trăm nghìn lượt xem. Tuy nhiên, kênh bị từ chối bật kiếm tiền.
Năm 2020, Sang tiếp tục sự nghiệp YouTuber của mình với kênh khác là Sang Vlog, mỗi video trên kênh có hàng triệu lượt xem. Trong các đoạn video của Sang vlog cho thấy anh cùng mẹ sống trong căn nhà tranh vách nứa trên đồi. Chính vì điều này đã khiến anh được cộng đồng mạng theo dõi gọi là YouTuber nghèo nhất Việt Nam.
Hiện nay Sang Vlog là một trong những YouTuber Việt có doanh thu cao nhất, nội dung hấp dẫn hơn, hình ảnh đẹp mắt hơn. Doanh thu hàng tháng lên tới hàng trăm triệu đồng. Tính đến ngày 27 tháng 9 năm 2021, kênh Sang vlog đã có 4 triệu người đăng ký và hơn 1 tỷ lượt xem.

## Tranh cãi

### Săn bắt động vật quý hiếm
Năm 2020, trong video "Thử thách 24 giờ bên bờ hồ" cho thấy Sang đã bắt vài con rồng đất để chế biến thức ăn. Đây là loài động vật quý hiếm bị cấm săn bắt tại Việt Nam và nhiều nơi trên thế giới. Cơ quan chức năng đã trực tiếp đến nhà anh để xác minh về những hình ảnh trong video. Sau đó, anh đã xóa video trên, đồng thời gửi lời xin lỗi đến khán giả. Tuy nhiên, Sang vẫn nhận phải các phản ứng gay gắt từ cộng đồng mạng, đặc biệt là những người yêu quý động vật.

### Bị tố giả dối, giả nghèo
Trong hầu hết các video, Sang luôn kể về gia cảnh nghèo khó của mình. Tuy nhiên rất nhiều người xem đã nhận thấy các điểm bất cập, và tố anh giả dối về những phát ngôn về gia cảnh, và các thiết bị sử dụng trong quay vlog, cũng như quá khứ ăn chơi của mình, anh có cả một ê-kíp đứng sau dàn dựng. Sau đó, Sang quay một video riêng để nói về những lời đồn này.

### Vi phạm chính sách YouTube
Tháng 9 năm 2021, kênh Sang vlog đã bị YouTube phạt do vi phạm chính sách nội dung và cộng đồng của nền tảng, do có sự xuất hiện của trẻ em trong video. Bên cạnh đó, nhiều video của kênh cũng bị đánh giá tiêu cực theo luật của YouTube vì có nhiều cảnh quay giết mổ, săn bắt.